# Århus ungdommens fællesråd
Århus Ungdommens Fællesråd (ÅUF) er en paraplyorganisation for 107 lokalafdelinger, samfundsengagerende eller idébestemte børne- og ungdomsforeninger i Aarhus Kommune. 
ÅUF blev stiftet af Århus' borgmester Bernhardt Jensen og har siden stiftelsen i 1958 taget aktiv del i debatten om ungdoms- og fritidspolitik, og ÅUF arbejder derigennem for at synliggøre og ikke mindst forbedre vilkårene for det aarhusianske børne- og ungdomsarbejde i foreningerne.
ÅUF har til april 2017 haft til huse i lokaler ved den gamle Brobjergskolen på Skt. Nikolaus gade, men er flyttet til Frederiksbjerg på den tidligere N.J. Fjordsgades skole, der i dag huser Sport & Fritids-afdelingen under Kultur og Borgerservice, samt et snarligt foreningshus.
ÅUF er en paraplyorganisation for samfundsengagerende børne- og ungdomsforeninger i Aarhus Kommune som spejdere, rollespillere, politiske, religiøse, mellemfolkelige og internationalt arbejdende foreninger. Samlet repræsenterer ÅUF's medlemsforeninger omkring 20.000 børn og unge.
Medlemsforeningerne har alle et demokratiserende og folkeoplysende omdrejningspunkt og er inddelt i fem forskellige grupper:
Politiske Ungdomsforeninger (PUS)
- Danmarks Socialdemokratiske Ungdom Århus
- Konservativ Ungdom i Stor-Århus
- Liberal Alliances Ungdom Århus
- Århus Radikale Ungdom Arkiveret 21. oktober 2016 hos  Wayback Machine
- Socialistisk Folkepartis Ungdom Århus
- Socialistisk UngdomsFront Århus Arkiveret 6. april 2017 hos  Wayback Machine
- Venstres Ungdom Århus
- Dansk Folkepartis Ungdom Århus/Østjylland

Børne- og Ungdomskorps (Samrådet)
- Dansk Baptisters Spejderkorps, DBS
- De Grønne Pigespejdere
- Det Danske Spejderkorps
- DUI-LEG og VIRKE
- Frivilligt Drenge- og Pige-Forbund, FDF
- KFUM-Spejderne i Danmark
- Spejderskibet Klitta

Religiøse foreninger
- Helligåndskirkens Børne- og Ungdomsarbejde
- KFUM & KFUK
- Luthersk Missions Ungdom
- Metodistkirkens Ungdomsforbund
- Aarhus Valgmenigheds Børne- og Ungdomsarbejde
- Saralystkirkens Børn- og Ungearbejde
- Åbyhøj IMU

Mellemfolkelige og internationalt arbejdende foreninger
- Borgerlige Unge Unions Skeptikeres Klub, BUUSK
- Dansk CISV, Children’s International Summer Villages Arkiveret 15. marts 2017 hos  Wayback Machine
- Dansk ICYE, International Cultural Youth Exchange
- Den Vietnamesiske Kulturforening
- Europæisk Ungdom i Aarhus
- Idealistisk Ungdomsforening
- Kristelig Assyrisk Børne- og Ungdomsforening, KABU
- MUNDU, Center for global dannelse
- Ungdommens Røde Kors, URK
- Bonus Aarhus
- Youth For Understanding, Aarhus
- Red Barnet Ungdom, Aarhus Arkiveret 29. juli 2016 hos  Wayback Machine
- Support Initiative for Liberty and Democracy, SILBA (Webside ikke længere tilgængelig)
- Internationalt Forum Aarhus
- IMCC Aarhus, International Medical Committee Cooperation
- DFUNK Østjylland

Øvrige foreninger
- Alea Arkiveret 18. juni 2017 hos  Wayback Machine
- Einherjerne
- Konservative Studenter, Aarhus
- Aarhus Diplomacy Club
- Studenterhus Aarhus
- 4H Østjylland Arkiveret 22. februar 2018 hos  Wayback Machine